# Megamphopus raptor
Megamphopus raptor is een vlokreeftensoort uit de familie van de Photidae. De wetenschappelijke naam van de soort is voor het eerst geldig gepubliceerd in 1998 door Myers.